# Palazzo Tempi
Palazzo Tempi, detto anche Bargagli-Petrucci, è un edificio storico del centro di Firenze, situato in piazza Santa Maria Soprarno 1, con accesso anche da via de' Bardi 35-37.
Il palazzo appare nell'elenco redatto nel 1901 dalla Direzione Generale delle Antichità e Belle Arti, quale edificio monumentale da considerare patrimonio artistico nazionale, ed è tutelato da vincolo architettonico dal 1919.

## Storia

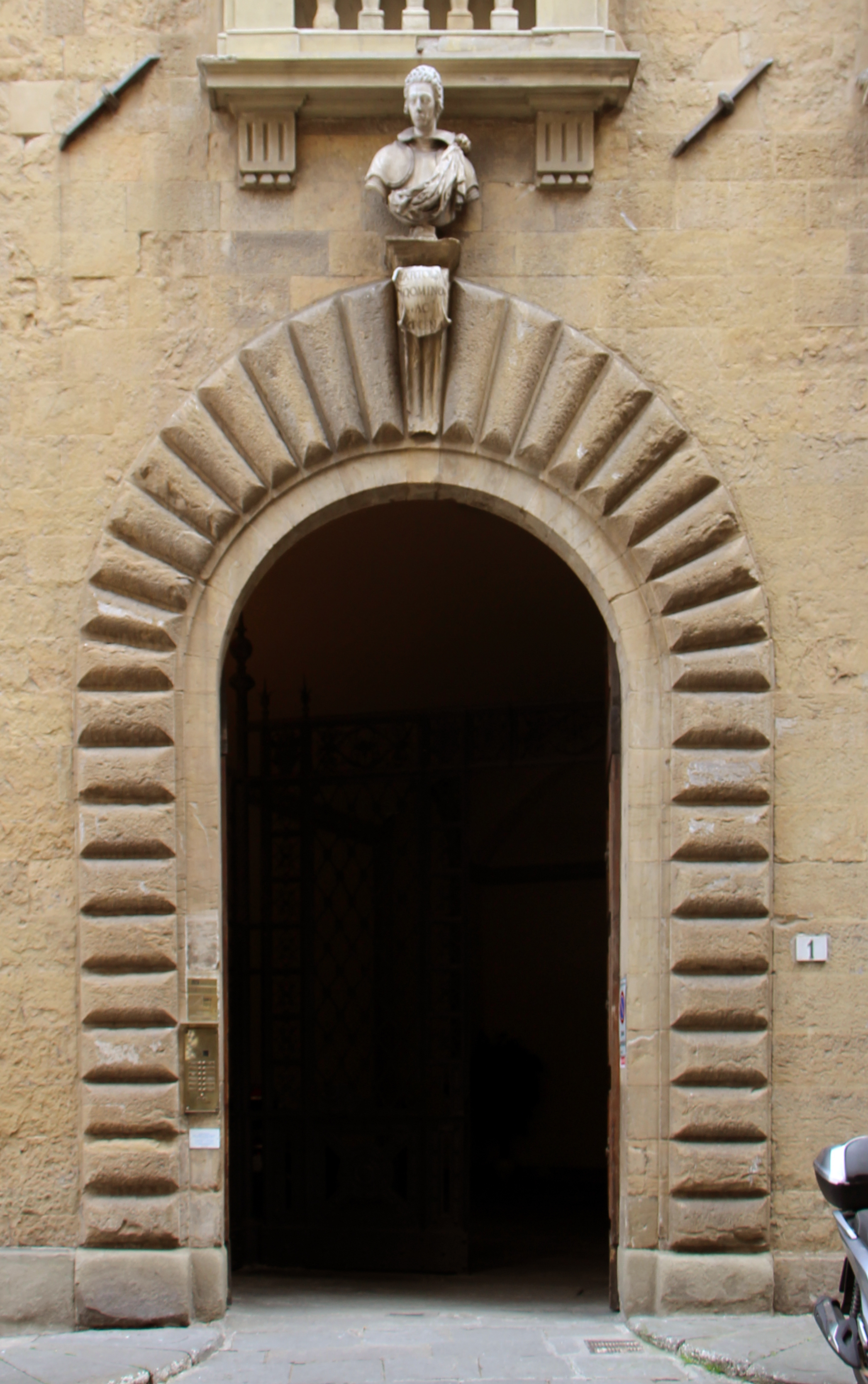
Il portale principale

Si deve a Leonardo Ginori Lisci (1972) la prima documentata ricostruzione delle vicende del palazzo e quindi la corretta valorizzazione dell'edificio, che esternamente non mostra con la sua grande mole elementi di particolare pregio architettonico se non in corrispondenza del suo ingresso principale sulla piazza di Santa Maria Soprarno. 
In questa zona avevano numerosi possedimenti la famiglia Bardi, bruciati e semidistrutti durante i fatti del 1343. Riparati i danni del saccheggio, la casa posta sulla piazzetta di Santa Maria Soprarno fu probabilmente tra gli edifici pervenuti a Cosimo de' Medici attraverso la dote di Contessina de' Bardi, e da lui passati ai suoi nipoti Lorenzo e Giuliano. Il palazzo non aveva le caratteristiche attuali ma doveva già essere vasto e comodo. 
Con condizioni particolarmente favorevoli venne quindi venduto al gonfaloniere Bernardo Del Nero, alleato di Casa Medici. Questa amicizia si fece pesante dopo la cacciata di Piero il Fatuo, tanto che Bernardo, accusato di aver tramato per il rientro de' Medici, venne arrestato nel suo palazzo e poi processato e giustiziato perché ritenuto colpevole di congiura contro lo Stato, nel 1497. La sua casa venne confiscata a venduta alcuni anni dopo a Raffaello Antinori, che edificò sulla casa un vero e proprio palazzo, ricordato da Benedetto Varchi e da Alesso Baldovinetti tra le fabbriche più notevoli della Firenze del tempo. Quali dimensioni avesse è difficile da ipotizzare, e tuttavia si può supporre che a questa data già fossero presenti due distinti corpi di fabbrica sui lati della costa dei Magnoli, collegati da una volta con terrazzo (trasformata in galleria nel 1725. Tuttavia la famiglia Antinori lo tenne per poco, vendendolo nel 1553 ai Capponi, che poi lo cedettero nel 1591 ai Torrigiani, che a loro volta la vendettero tre anni dopo a Belisario Vinta, cortigiano e segretario di ben quattro granduchi medicei, da Cosimo I a Cosimo II. È a questo proprietario che Ginori Lisci riconduce i lavori che portarono a definire negli attuali termini il fronte sulla piazzetta, anche per la presenza sul portone del busto di Cosimo II, accompagnato dalla data 1609 e da un'iscrizione riferibile ai servigi resi dal Vinta ai granduchi. L'ipotesi confermerebbe peraltro l'attribuzione a Matteo Nigetti, operoso in questi anni . Rimasta agli eredi del Vinta fino al 1652, la proprietà passò infatti, dopo essere stata per due anni di Lorenzo di Raffaello de' Medici, ai Tempi (1654). 
È a questi ultimi che, tra Seicento e Settecento, si devono invece ricondurre gli ulteriori interventi tesi ad ampliare la proprietà (con l'intervento dell'architetto Pietro Paolo Giovannozzi), in particolare attorno alla metà del Settecento per quanto riguarda l'ampio sviluppo verso il lungarno. Certo è che la lunga nota scritta da Giovanni Cinelli nella guida già di Francesco Bocchi (1677), testimonia chiaramente di una casa ancora di dimensioni contenute: "... ancorché di fuori non faccia gran mostra, è però internamente molto bene adagiata, ed acconciamente disposta per quello che la bisogna richiede, e particolarmente nelle stanze sotterra, che per esser tutte cavate nel masso, di buon novero, e comodissime per la state, rendono altrui nel vederla maravigliato". Agli stessi Tempi si devono pure i notevoli investimenti tesi ad adeguare gli interni al gusto del tempo, tra i quali un vasto salone con la volta affrescata da Giovanni Camillo Sagrestani (1726), purtroppo perduta per il crollo del tetto a seguito delle distruzioni operate nella zona durante la ritirata dell'esercito tedesco da Firenze nell'agosto del 1944. 
Nel 1770 passò in eredità alla famiglia Marzi-Medici, la quale assunse anche il casato di Tempi. Quando questa famiglia si estinse, nel 1847, con il marchese Luigi Tempi Marzi Medici, il palazzo toccò in eredità alla figlia della sorella Maddalena Tempi, Maria Ottavia Vettori Tempi (1806-1878), e da questa alla figlia Caterina Placidi, sposata a Pier Luigi di Giuseppe Bargagli, cui conferì il titolo di Marchese. I discendenti, la famiglia Bargagli Petrucci, sono tuttora proprietari del complesso. A questa famiglia si devono vari lavori realizzati nel 1925 con la direzione dell'architetto Enrico Lusini, come pure gli interventi di ricostruzione e restauro della proprietà a seguito delle distruzioni della guerra (lavori terminati nel 1962) e dei danni dell'alluvione. 
La facciata sulla piazza è stata restaurata nel 1985, il fronte su via de' Bardi nel 2000.

## Descrizione

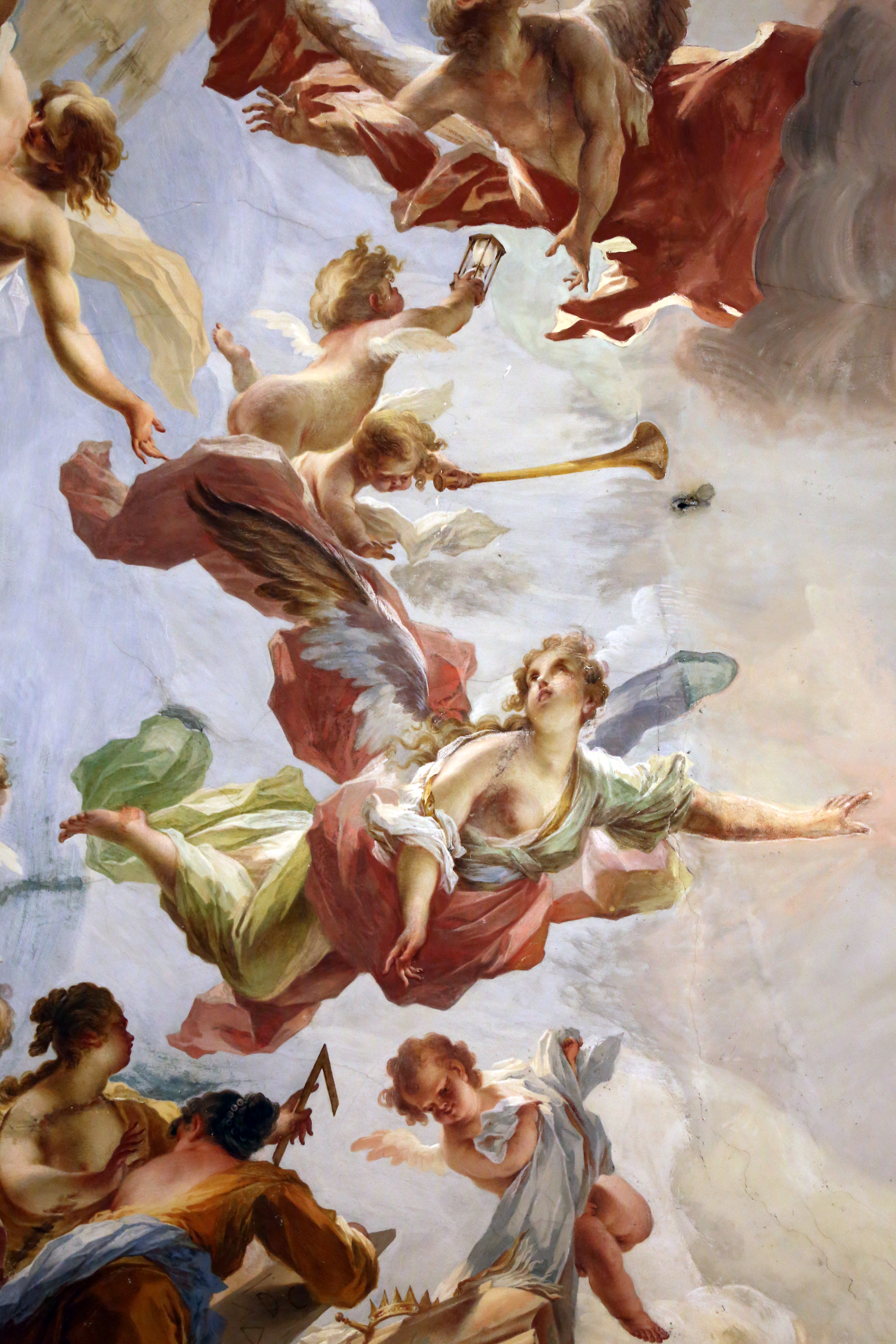
Ranieri del Pace, Il tempo che vince i vizi e esalta le virtù (dettaglio)

### Esterno
La maggiore particolarità del palazzo è senz'altro l'arco che attraversa la facciata permettendo l'accesso alla strada della costa dei Magnoli. Il pian terreno presenta la pietra a vista e un grande portale con una cornice dalle bugne orientate a raggiera e un busto marmoreo a coronamento. Si tratta, come già accennato, di un ritratto di Cosimo II de' Medici datato 1609, fatto mettere da Belisario Vinta. Sotto il busto in un cartiglio parzialmente danneggiato si legge: «[...] QVARTO M. / DOMINO / AC / MOECENATI / 1609» ("A [Cosimo II de' Medici ?] quarto granduca e mecenate, 1609").
Le finestre al primo piano hanno delle balaustre in pietra e timpani rettangolari. Al secondo piano, oltre la cornice marcapiano, le finestre hanno timpani uguali, ma sono prive della balaustra. Il sottotetto ha una fila di aperture rettangolari, mentre in cima corona il tutto un cornicione sporgente. 
Una cancellata in ferro battuto, con le iniziali dei Bargagli Petrucci, realizzata dall'Officina Franci di Siena e datata 1881, è nell'androne dell'ingresso principale sulla piazza. 
Sotto la volta si vede un tabernacolo viario con cornice in legno, contenente un dipinto a olio su tela databile alla seconda metà del Cinquecento e raffigurante la Sacra Famiglia, per il quale è documentato un intervento di revisione e restauro nel 1955 ad opera di Mameli Cupisti e Ugo Catani.

### Interno
Tra le ricche pitture murali degli interni si segnalano gli affreschi di Matteo Bonechi nella volta dello scalone d'ingresso da costa dei Magnoli e nelle due sale dell'appartamento a destra, raffiguranti rispettivamente l'Allegoria di Prometeo, il Giudizio di Paride (questi due attribuiti anche a Giovanni Camillo Sagrestani), l'Allegoria delle quattro Stagioni. Sempre a Matteo Bonechi possono essere ricondotti gli affreschi delle prime due sale sul lungarno, raffiguranti il Bagno di Diana e l'Allegoria di Firenze, mentre di Ranieri Del Pace è il Tempo che esalta le Virtù e opprime i Vizi, nella terza sala sul lungarno. A Pier Dandini spettano nella volta dello scalone le Quattro allegorie, con quadrature di Giuseppe Tonelli.

## Bibliografia

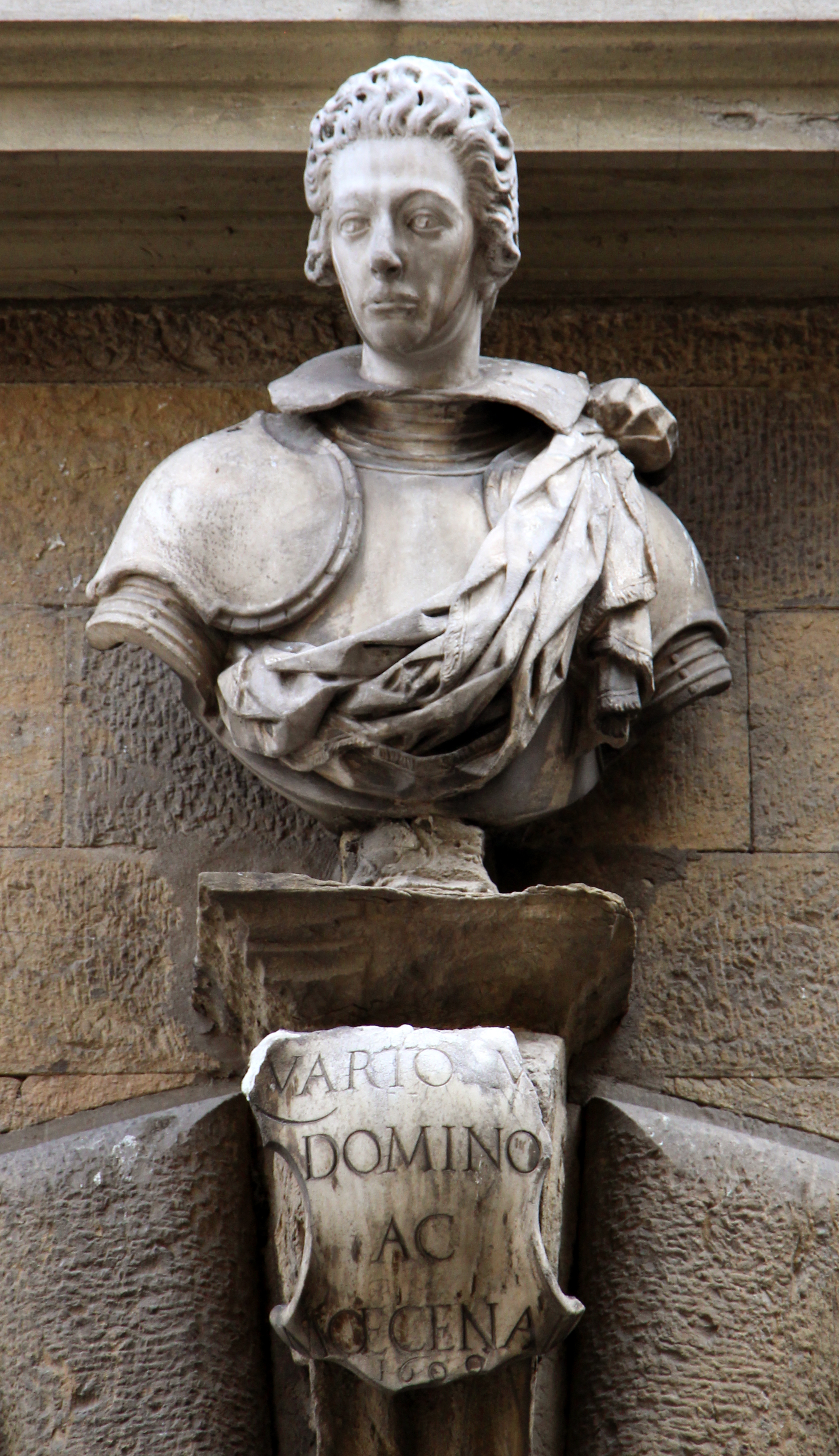
Il busto di Cosimo II sul portale

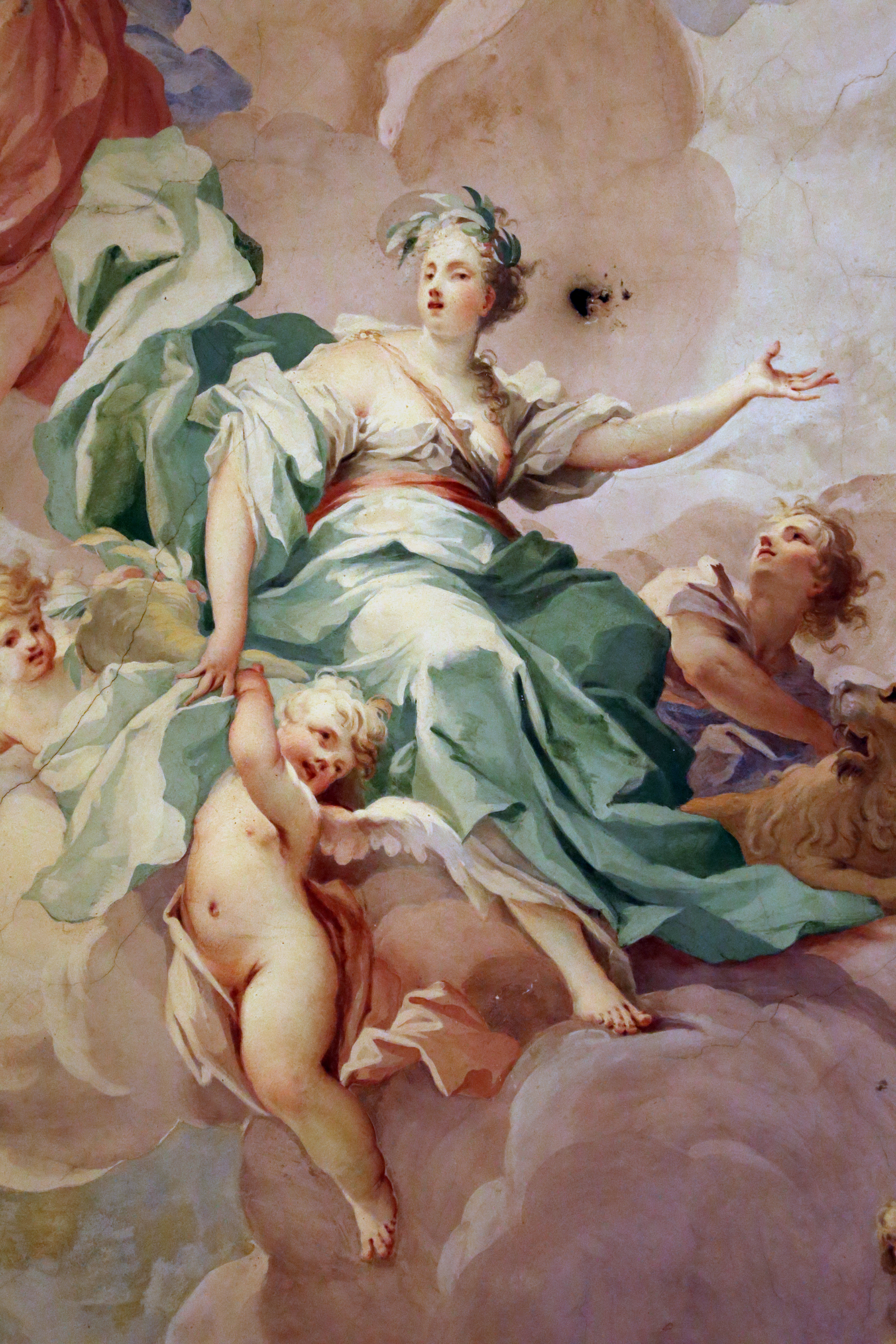
Matteo Bonechi, Allegoria della città di Firenze in gloria (dettaglio)